# Osam
 Ovo je glavno značenje pojma Osam. Za druga značenja pogledajte Osam (razdvojba).
Osam je osmi broj u skupu prirodnih brojeva. Označava se brojkom 8. Njegov je prethodnik broj sedam (7), a sljedbenik broj devet (9). Broj osam parni je broj, što znači da je djeljiv s brojem dva (2), odnosno broj osam je višekratnik broja dva (2). Broj osam četvrti je parni prirodni broj, iza broja dva (2), broja četiri (4) i broja šest (6).

## Broj osam u drugim jezicima
| Jezik       | Naziv     |
| ----------- | --------- |
| engleski    | eight     |
| njemački    | acht      |
| latinski    | octo      |
| nizozemski  | acht      |
| norveški    | åtte      |
| danski      | otte      |
| švedski     | åtta      |
| portugalski | oito      |
| španjolski  | ocho      |
| francuski   | huit      |
| talijanski  | otto      |
| rumunjski   | opt       |
| litavski    | aštuoni   |
| latvijski   | astoņi    |
| poljski     | osiem     |
| češki       | osm       |
| slovački    | osem      |
| slovenski   | osem      |
| finski      | kahdeksan |
| ruski       | восемь    |